# Nola parallacta
Nola parallacta är en fjärilsart som beskrevs av Edward Meyrick 1886. Nola parallacta ingår i släktet Nola och familjen trågspinnare. Inga underarter finns listade i Catalogue of Life.